# Richmond (New York)
Richmond è una città della contea di Ontario, New York, Stati Uniti. La popolazione era di 3 361 abitanti al censimento del 2010.